# Jean-Baptiste Stuck
Jean-Baptiste Stuck, auch Batistin genannt (* 6. Mai 1680 in Livorno; † 8. Dezember 1755 in Paris), war ein italienisch-französischer Cellist und Komponist.

## Leben

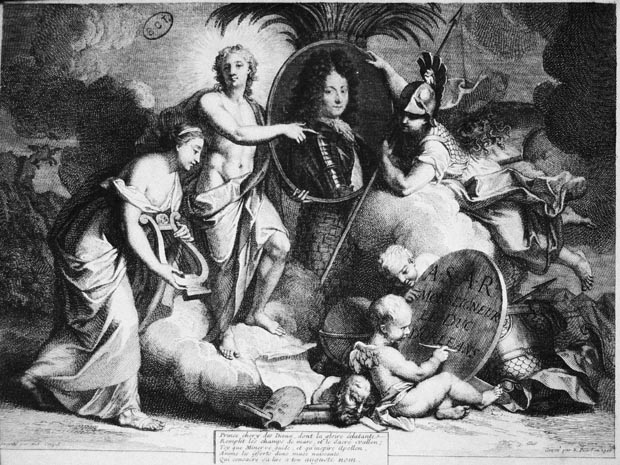
Deckblatt des 1. Kantatenbuches

Über Stucks frühen Werdegang ist wenig bekannt. Er entstammte einer Kaufmannsfamilie deutscher Herkunft und war der Sohn von Giovanni-Giacomo Stuck und Barbera Hellerbech. Ab 1702 war er in Diensten der Gräfin Lemos in Neapel. Stuck schrieb einige Arien für die Aufführung der Oper L’inganno innocente von Tomaso Albinoni, die am 10. Dezember 1702 in Neapel, unter dem neuen Titel Rodrigo in Algieri am Theater San Bartolomeo aufgeführt wurde.
Kurz danach muss sich Stuck in Paris aufgehalten haben, in der 1705 erschienenen Sammlung des Verlagshauses Ballard „Für das Jahr 1701“ ist ein Werk von ihm veröffentlicht.
In Paris war er Mitglied der Chapelle Royale und Cellist in Diensten des Herzogs von Orléans. 1722 führte er das Cello in das Orchester der Oper ein, dieses verdrängte nach und nach die Bassgambe. 1733 erhielt er die französische Staatsbürgerschaft.

## Werk
Stuck war einer der ersten Komponisten, der in seinen Kantaten versuchte, den „italienischen Musikgeschmack“ mit französischem Text zu verbinden.

### Kantaten
- 4 Bücher mit Kantaten, die zwischen 1706 und 1714 gedruckt wurden. Bei den Concert Spirituel gelangte 1729 seine Kantate „Union de la musique française et italienne“ zur Aufführung.

### Opern
- Méléagre (Académie royale de musique Paris 1709)
- Manto la fée (Académie royale de musique Paris 1711)
- Il Gran Cid  (Karneval 1715 Livorno)
- Polydore (Académie royale de musique Paris 1720)
- Etwa 15 Opéras-Ballets, die in Versailles aufgeführt wurden.